# Morainvilliers
Morainvilliers település Franciaországban, Yvelines megyében. Lakosainak száma 3102 fő (2022. január 1.). Morainvilliers Les Alluets-le-Roi, Chapet, Ecquevilly, Médan, Orgeval és Vernouillet községekkel határos.

## Népesség
A település népességének változása:
| Lakosok száma | 2620 | 2738 | 2910 | 2930 | 3027 | 3023 | 3069 | 3082 | 3102 |
|               | 2013 | 2015 | 2016 | 2017 | 2018 | 2019 | 2020 | 2021 | 2022 |